# Arkalyk North Airport
Arkalyk North Airport är en flygplats i Kazakstan. Den ligger i den centrala delen av landet, 300 km väster om huvudstaden Astana. Arkalyk North Airport ligger 386 meter över havet.
Terrängen runt Arkalyk North Airport är platt. Trakten runt Arkalyk North Airport är nära nog obefolkad, med mindre än två invånare per kvadratkilometer. Närmaste större samhälle är Arqalyq, 8,0 km söder om Arkalyk North Airport. Trakten runt Arkalyk North Airport består i huvudsak av gräsmarker.